# نهائي كوبا ليبرتادوريس 1995
نهائي كأس ليبرتادوريس 1995 هو النهائي السادس والثلاثون من بطولة كأس ليبرتادوريس لتحديد بطل كوبا ليبرتادوريس 1995 . تنافس عليها البرازيلي غريميو بورتو أليغرينزي والكولومبي أتلتيكو ناسيونال . في مباراة الذهاب التي أقيمت في ملعب أوليمبيكو في بورتو أليغري، فاز غريميو على أتليتكو ناسيونال 31. في مباراة الإياب ، التي أقيمت في ملعب أتاناسيو خيراردوت في ميديلين ، تعادل الفريقان 1–1 ، وبالتالي فاز جريميو 3-1 بالنقاط ، محققًا لقبه الثاني في البطولة.

## الفرق المتأهلة
| فريق             | نهائيات سابقة (الخط العريض يشير للفوز) |
| ---------------- | -------------------------------------- |
| جريميو           | 1983 ، 1984                            |
| أتليتكو ناسيونال | 1989                                   |